# Gulbarentsia hoeki
Gulbarentsia hoeki är en kräftdjursart som beskrevs av Stebbing 1894. Gulbarentsia hoeki ingår i släktet Gulbarentsia och familjen Oedicerotidae. Inga underarter finns listade i Catalogue of Life.